# Юзеф Любомирський (київський каштелян)

Герб Шренява

Юзеф Любомирський (1751 — липень 1817, Рівне) — князь, державний, політичний і військовий діяч Речі Посполитої.

## Життєпис
Народився 1751 року. Син київського воєводи Станіслава Любомирського та його дружини Людвіки Гонорати з Потіїв. Брат Ксаверія та Міхала Любомирських.
1774 року отримав панцерну корогву, викупив Романівське староство у Рожнецьких. 1776 року брати написали акт поділу маєтків (спадку батька) між собою, за яким Ю. Любомирський отримав добра рівненські (4 міста, 76 сіл), оцінені близько 7 млн. злотих польських з доходом в 360 000 злотих польських на рік. Приблизно тоді одружився з Людвікою Сосновською (1751 — 6 грудня 1836) — донькою Юзефа Сильвестра Сосновського, який увійшов в історію відмовою дати згоду на шлюб своєї дочки Людвіки з Тадеушем Костюшком. На прохання Костюшка видати за нього дочку, відповів: «Голубка сизокрила — не для горобця, а дочка магнатська — не для дрібного шляхтича».). Згідно з поширеною думкою, одруження стало можливим через домовленості між тестем та батьком після програшу останнім у карти маєтку в Шаргороді, який став посагом Людвіки.
Гуго Коллонтай у листі до короля С. А. Понятовського від 26 серпня 1791 згадав про Ю. Любомирського як про того, хто по-людськи вчинив з міщанами Сквири як романівський староста (на відміну від інших старост).
У середині 1790 після брата Александера отримав посаду київського каштеляна. Був «вільним каменярем»: 1786 — член ІІ-го ступеня і дозорець ложі «Досконала таємниця», в 1787 — магістр ложі «Поляк досконалий».
Рівне за нього переживало підйом: 1778-го отримав королівський привілей на ярмарки, 1789 підтвердив привілеї для євреїв. Щедрий спосіб життя, витрати для прикрашення палацу та пишних садів у Рівному призвело до значних боргів. Під загрозою банкрутства відступив маєток дружині, яка при допомозі засобів Сосновських зробила його санацію.
Кавалер орденів святого Станіслава (21 грудня 1776), Білого орла (4 січня 1791; випросив для нього у С. А. Понятовського єпископ А. Нарушевич), св. Губерта (Баварія).

### Сім'я
Діти:
- Генрик — політик у Галичині, літературний куратор «Оссолінеуму», меценат[3]
- Фридерик
- Владислав, Кароль — померли в дитинстві
- Гелена — дружина Станіслава Мнішека.[4]